# Arch Hurd
Pour les articles homonymes, voir Hurd.
Arch Hurd  est une distribution GNU fondée sur le micronoyau Mach, les services de GNU/Hurd et la distribution Arch Linux. Elle fut initiée en 2010 par Michael Walker sur le forum d'Arch Linux.
Arch Hurd est, comme la plupart des distributions basées sur GNU/Hurd, majoritairement utilisé en machine virtuelle. En effet, la stabilité du système n'est pas certaine, et il est nécessaire d'avoir d'anciens composant matériels (le noyau ne gérant pas les disques dur SATA notamment). Plusieurs LiveCD sont disponibles en téléchargement sur le site officiel, et il existe également un LiveCD non officiel proposant une interface graphique.
Aujourd'hui, du fait d'une équipe de développeurs très réduite, le statut du projet est incertain. Néanmoins, il semblerait qu'il ne soit pas totalement abandonné.